# Gusarov dom na Matejušci
Gusarov dom na Matejušci, zgrada veslačkog kluba Gusara iz Splita. Bila se je nalazila na Matejušci. Projektirao ju je 1927. godine češko-hrvatski arhitekt iz Splita Josip Kodl, suosnivač, veslač i dužnosnik u Gusaru.
Kad je bio projektiran, nije bilo takva slična objekta u Europi. Prostor je logično organiziran, ritmizirana volumena, karakteristične konzolne istake i korisne krovne terase što ga je činilo značajnim primjerom moderne, kubističke arhitekture. Bio je čest motiv dalmatinskih slikara poput Emanuela Vidovića, Anđela Uvodića, Ignjata Joba i inih. Kad je izgubila namjenu za veslače, u njoj su se 1980-ih održavale svirke mladih i neafirmiranih splitskih sastava. Zbog derutnosti zgrada je postala ruglom i opasna za boravak. Premda i tako oronula, inozemni su se arhitekti oduševljavali njome kad su ju obišli s hrvatskim stručnjacima i povjesničarima arhitekture, sugerirajući obnovu i očuvanje. Ipak, zgrada je srušena 1990. godine.